# Eviota inutilis
Eviota inutilis  es una especie de peces de la familia de los Gobiidae en el orden de los Perciformes.

## Distribución geográfica
Se encuentra al oeste de Australia.

## Observaciones
Es inofensivo para los humanos.